# Antonio Rambo
Antonio Rambo (Memphis, 14 dicembre 1981) è un ex cestista statunitense.

## Carriera
Con gli Stati Uniti ha disputato i Campionati americani del 2001.